# Чифын
Чифын (кит. упр. 赤峰, пиньинь Chìfēng, палл. Чифэн) или Улан-Хад (монг.  Ulaɣanqada, мон.кир. Улаанхад), в букв. переводе «Красная скала» — городской округ в Автономном районе Внутренняя Монголия (КНР).

## История
Ещё во времена Цинской империи проживающие во Внутренней Монголии монгольские племена были сгруппированы в чуулганы (объединения владетельных князей; после образования КНР были переименованы в «аймаки»), одним из которых был Джу-Уд (昭乌达盟). В 1778 году был создан уезд Чифын.
В 1953 году аймак Джу-Уд состоял из 1 уезда и 4 хошунов. В декабре 1955 года была расформирована провинция Жэхэ, и бывшие её северные 2 уезда и 3 хошуна были присоединены к этому аймаку. В 1969 году аймак был передан в состав провинции Ляонин, но в 1979 году возвращён в состав Автономного района Внутренняя Монголия. 10 октября 1983 года решением Госсовета КНР аймак Джу-Уд был расформирован, а вместо него образован городской округ Чифын.

## Демография
Национальный состав населения Чифына в 2004 году
| народ     | численность | доля    |
| --------- | ----------- | ------- |
| Китайцы   | 3 441 581   | 77,58 % |
| Монголы   | 830 357     | 18,72 % |
| Маньчжуры | 128 656     | 2,9 %   |
| Хуэйцзу   | 31 122      | 0,7 %   |
| Корейцы   | 1614        | 0,04 %  |
| Чжуаны    | 402         | 0,01 %  |
| Дауры     | 386         | 0,01 %  |
| Другие    | 1619        | 0,04 %  |

## Административно-территориальное деление
Городской округ Чифын делится на 3 района, 2 уезда, 7 хошунов:
| Карта | Карта  | Карта        | Карта        | Карта          | Карта                   | Карта         | Карта                      |
| ----- | ------ | ------------ | ------------ | -------------- | ----------------------- | ------------- | -------------------------- |
|       |        |              |              |                |                         |               |                            |
| #     | Статус | Название     | Иероглифы    | Пиньинь        | Население (2004, прим.) | Площадь (км²) | Плотность населения (/км²) |
| 1     | Район  | Хуншань      | 红山区       | Hóngshān qū    | 300 000                 | 170           | 1765                       |
| 2     | Район  | Юаньбаошань  | 元宝山区     | Yuánbǎoshān qū | 290 000                 | 887           | 327                        |
| 3     | Район  | Суншань      | 松山区       | Sōngshān qū    | 540 000                 | 5955          | 91                         |
| 4     | Уезд   | Нинчэн       | 宁城县       | Níngchéng xiàn | 600 000                 | 4305          | 139                        |
| 5     | Уезд   | Линьси       | 林西县       | Línxī xiàn     | 240 000                 | 3933          | 61                         |
| 6     | Хошун  | Ар-Хорчин-Ци | 阿鲁科尔沁旗 | Ālǔkē'ěrqìn qí | 300 000                 | 14 555        | 21                         |
| 7     | Хошун  | Байрин-Цзоци | 巴林左旗     | Bālín Zuǒ qí   | 350 000                 | 6713          | 52                         |
| 8     | Хошун  | Байрин-Юци   | 巴林右旗     | Bālín Yòu qí   | 180 000                 | 9837          | 18                         |
| 9     | Хошун  | Хэшигтэн-Ци  | 克什克腾旗   | Kèshíkèténg qí | 250 000                 | 20 673        | 12                         |
| 10    | Хошун  | Оннюд-Ци     | 翁牛特旗     | Wēngniútè qí   | 470 000                 | 11 882        | 40                         |
| 11    | Хошун  | Харачин-Ци   | 喀喇沁旗     | Kālāqìn qí     | 370 000                 | 3071          | 120                        |
| 12    | Хошун  | Аохан-Ци     | 敖汉旗       | Áohàn qi       | 590 000                 | 8294          | 71                         |

## Экономика
В округе имеются большие запасы полезных ископаемых (молибден, серебро, золото, цинк, свинец, олово и медь), а также действуют Всемирная торговая платформа и Центр беспошлинной логистики.

### Туризм
- Горнолыжный курорт Мэйлиньгу
- Зимняя рыбалка на озере Дали[4]